# Night after night (album van Nils Lofgren)
Night after night is een live-muziekalbum van Nils Lofgren uit 1977. De dubbel-elpee bereikte de hitlijsten in verschillende landen.
Lofgren schreef alle nummers zelf, op het Goin' back na, dat werd geschreven door Carole King en Gerry Goffin. In het nummer Keith don't go (Ode to the Glimmer Twin) laat Lofgren zijn sterke gitaarkant zien, evenals in het nummer Cry tough. De ode die hij in het eerste van die twee nummers brengt, is aan Keith Richards van The Rolling Stones.

## Hitnoteringen
| Hitlijst                | notering |
| ----------------------- | -------- |
| Zweden                  | 23       |
| Verenigd Koninkrijk     | 44       |
| Billboard Album Top 200 | 54       |

## Nummers
| Nummer | naam                                     | duur |
| ------ | ---------------------------------------- | ---- |
| A1     | Take you to the movies                   | 0:58 |
| A2     | Back it up                               | 6:32 |
| A3     | Keith don't go (Ode to the Glimmer Twin) | 5:55 |
| A4     | Like rain                                | 6:12 |
| B1     | Cry tough                                | 4:35 |
| B2     | It's not a crime                         | 4:55 |
| B3     | Goin' back                               | 6:45 |
| B4     | You're the weight                        | 5:09 |
| C1     | Beggars day                              | 5:52 |
| C2     | Moon tears                               | 5:21 |
| C3     | Code of the road                         | 9:12 |
| D1     | Rock and roll crook                      | 2:56 |
| D2     | Goin' south                              | 4:59 |
| D3     | Incidentally... it's over                | 4:08 |
| D4     | I came to dance                          | 8:34 |